# Дулликен
Дулликен (нем. Dulliken) — коммуна в Швейцарии, в кантоне Золотурн. 
Входит в состав округа Ольтен. Население составляет 4670 человек (на 31 декабря 2007 года). Официальный код — 2573.